# The Master Hand (film 1915)
The Master Hand è un film muto del 1915 diretto da Harley Knoles.

## Trama
James Rallston si sposa per interesse con una ricca vedova, malata e madre di una bambina, Jean. La moglie, però, rifiuta di dare il controllo delle sue proprietà a Rallston che, in combutta con Miss Lane, una dottoressa che l'ha in cura, la porta a un crollo psicofisico imbottendola di farmaci e di droghe. Rallston fa quindi ricoverare la moglie in una clinica diretta dal poco scrupoloso dottor Garside, dove la donna viene tenuta segregata senza che nessuno possa avere alcun contatto con lei.
Passano quindici anni. Rallston ha perduto in speculazioni sbagliate tutto il denaro che apparteneva a Jean, la figliastra. A condizione che recuperi il denaro perso, Rallston promette la ragazza in moglie a John Bigelow, un broker. Ma Jean è innamorata di Ed Pembroke, un architetto. Riesce a convincere Bigelow che sua madre è ancora viva. Per aiutarla, il broker rimette in piedi le sue finanze e poi si fa internare nella clinica di Garside fingendosi preda di manie ossessive. Lì, riesce a trovare la madre di Jean. Con la collaborazione del suo medico personale, Bigelow attesta la sanità mentale della signora. Il dottore Garside, vistosi scoperto, fugge mentre Rallston, correndo in macchina, ha un incidente nel quale resta ucciso. La dottoressa Lane allora confessa tutto.
Madre e figlia sono finalmente di nuovo insieme. Jean sposa Pembroke mentre Bigelow deve accontentarsi della sua graziosa nipote e del suo San Bernardo.

## Produzione
Il film fu prodotto dalla Premo Feature Film Corp..

## Distribuzione
Distribuito dalla World Film, uscì nelle sale cinematografiche USA il 23 agosto 1915.